# Lê Công Cơ

Nhà giáo Ưu tú Lê Công Cơ và Chủ tịch nước Trương Tấn Sang, ngày 09 tháng 01 năm 2013

Lê Công Cơ (sinh 1941 tại Điện Bàn, Quảng Nam), bí danh Lê Phương Thảo, là một Anh hùng Lao động Việt Nam, Đại biểu Quốc hội Việt Nam khóa VIII, Nhà giáo Ưu tú, nguyên hiệu trưởng Trường Đại học Duy Tân.

## Tiểu sử và sự nghiệp
Lê Công Cơ sinh tại Điện Bàn, Quảng Nam. Năm 5 tuổi mẹ ông chết đói, năm 6 tuổi ông phải đi chăn bò, giữ trâu để tự nuôi sống bản thân.
Ông hoạt động cách mạng từ năm 13 tuổi, vào Đảng Cộng sản Việt Nam năm 24 tuổi. Ông giữ các chức vụ Chủ tịch Liên hiệp sinh viên - học sinh Giải phóng khu Trung Trung Bộ (1963-1966), Bí thư Thành Đoàn Đà Nẵng (1964-1965). Sau đó, ông hoạt động ở Thừa Thiên-Huế với chức vụ Bí thư Ban Thanh vận kiêm Bí thư Tỉnh Đoàn (1969-1972), Ủy viên Thành ủy Huế (1972-1976). Ông đã từng tham gia một số trận đánh ác liệt như Tổng tấn công Mậu Thân 1968 ở Huế với vai trò Chính trị viên Tiểu đoàn 810, tiểu đoàn đã treo cờ giải phóng ở Kỳ đài của Huế, hay ở vai trò Chính trị viên Tiểu đoàn ở Trung đoàn 6 ở trận "Đồi thịt băm", Asao A Lưới 1969, hay chỉ huy giải phóng nội thành Huế vào ngày 25/03/1975 .
Từ năm 1981, ông làm Phó Chủ tịch Ủy ban Mặt trận Tổ quốc Việt Nam của tỉnh. Từ 1987 đến 1992 ông là đại biểu Quốc hội Việt Nam khóa VIII, đại biểu Hội đồng nhân dân tỉnh Quảng Nam - Đà Nẵng khóa IV. Ông tự ứng cử đại biểu Quốc hội, là một việc hiếm có thời điểm đó. Lãnh đạo đề nghị ông rút, cảnh báo không trúng cử sẽ mất luôn chức Phó Chủ tịch Mặt trận. Ông kiên quyết giữ quan điểm của mình. Lê Công Cơ làm một việc chưa từng có tiền lệ là đi khắp 15 xã, 4 phường và 6 huyện để nói chuyện, báo cáo Chương trình hành động trước cử tri như một cách tranh cử.
Năm 1992, Lê Công Cơ cùng một số nhà giáo khác xây dựng đề án thành lập trường đại học tư thục miền Trung đầu tiên. Theo quy định thời đó, đại học tư thục phải đổi tên thành đại học Dân lập miền Trung. Với quan điểm đổi mới giáo dục của mình, ông đặt tên trường là đại học Duy Tân. Ông xin nghỉ hưu sớm vào năm 1993 khi mới 52 tuổi để chuyển sang làm giáo dục đại học ngoài công lập. Trường đại học Duy Tân được cấp phép thành lập năm 1994.
Lê Công Cơ nhận danh hiệu Anh hùng Lao động thời kỳ đổi mới của Việt Nam năm 2016. Ông là người đầu tiên làm giáo dục đại học ngoài công lập được phong tặng danh hiệu này.
Năm 2018, ông nghỉ hưu tuy nhiên vẫn giữ chức vụ Bí thư Đảng ủy và Chủ tịch Hội đồng quản trị Trường Đại học Duy Tân.
Năm 2023, Đài Truyền hình Việt Nam thực hiện bộ phim tài liệu "Còn lại chữ Tình" nhằm tôn vinh ông và ghi nhận những cống hiến của ông cho Đại học Duy Tân suốt 29 năm qua.

## Tác phẩm
Lê Công Cơ đã có tập hồi ký được xuất bản.
- Năm tháng tình người (Nhà xuất bản Hội nhà văn, 2015)[7]
- Năm tháng dâng người (Nhà xuất bản Phụ nữ, 2006)

## Gia đình
Lê Công Cơ có con gái là Lê Nguyễn Tuệ Hằng (sinh 1976), con trai Lê Nguyên Bảo (sinh 1980) là Hiệu trưởng trường Đại học Duy Tân.
Từ năm 2018, ông Lê Công Cơ nhường lại ghế hiệu trưởng cho con trai ruột của mình là ông Lê Nguyên Bảo.

## Trong văn hóa đại chúng
Lê Công Cơ là nguyên mẫu nhân vật Phi trong tiểu thuyết Học phí trả bằng máu của Nguyễn Khắc Phục.